# 古特爾案

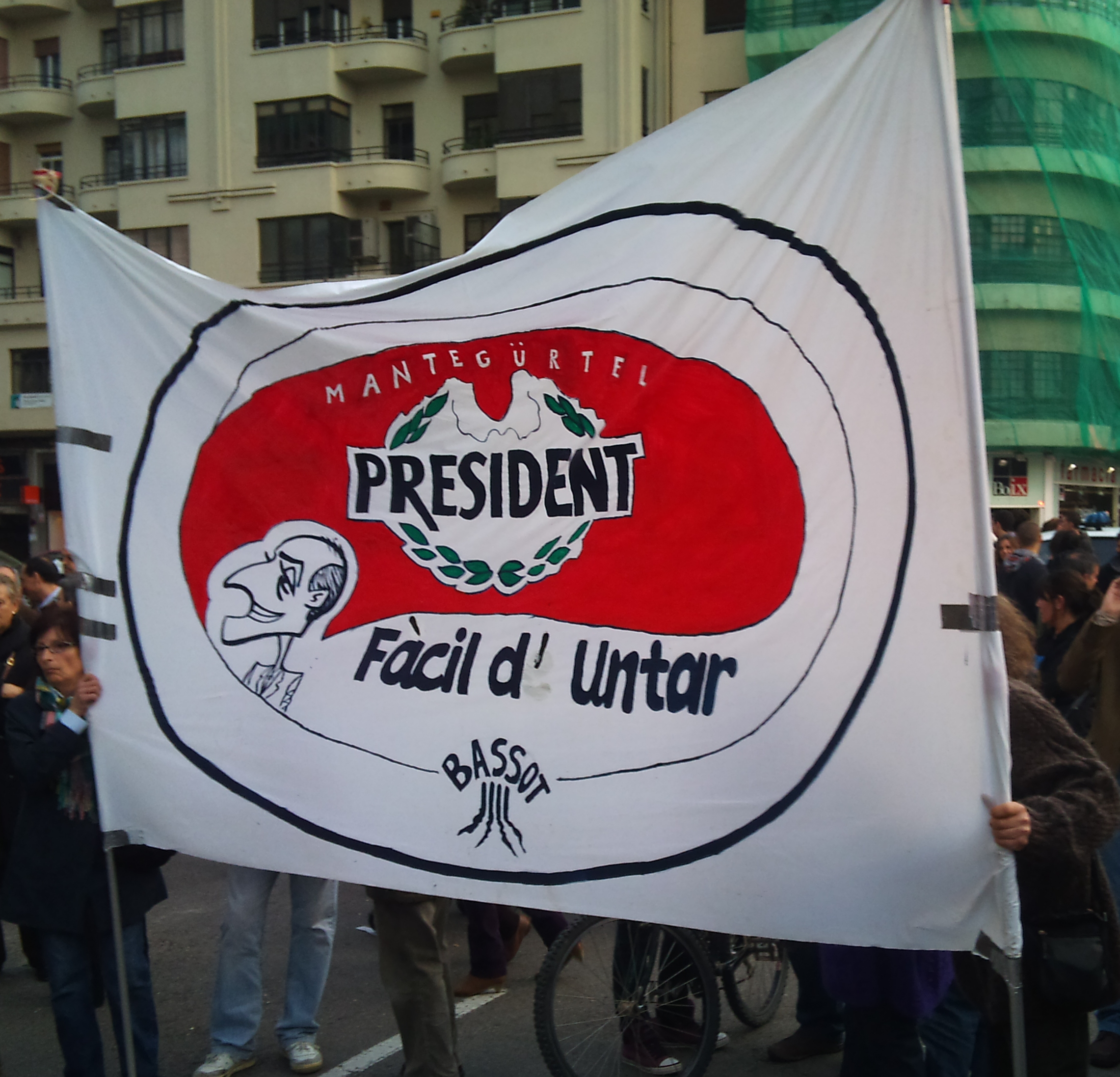
集會中一幅以加泰羅尼亞語書寫的諷刺性橫幅，惡搞起司抹醬品牌總統牌，並加上標語：「一位容易被『抹』（賄賂）的總統」。

古特爾案（西班牙語：Caso Gürtel），又稱「古特爾行動」（西班牙語：Operación Gürtel）或「古特爾陰謀」（西班牙語：trama Gürtel），是由西班牙反貪檢察院於2007年11月發起，並於2009年2月向西班牙國家法院提起指控的一項重大調查行動。該案涉及一個與人民黨關係密切的政治腐敗網絡，主要活動範圍集中在馬德里及瓦倫西亞地區。
該案件涉及由西班牙商人弗朗西斯科·科雷亞·桑切斯領導的龐大網絡，透過賄賂、洗錢及非法集資等手段，憑以人民黨高層的政治關係謀取利益。檢調指控，科雷亞於1999年至2006年間，與人民黨財務總管路易斯·巴塞納斯等人勾結，協助人民黨高層收受並洗錢商界不法賄款，以換取在人民黨執政地區由地方政府操控標案及分配公家合約。本案之所以被稱為「古特爾案」，是因為科雷亞（Correa）在西班牙語中意為「皮帶」，而其德語對應詞則為「Gürtel」。因此，「古特爾」（Gürtel）遂成為政壇內暗指科雷亞的秘密代號。
古特爾案被視為歐洲近代史上最嚴重的腐敗醜聞之一，並與包括巴爾塞納斯案在內的其他政治醜聞有關。此案的立案起因源於馬哈達翁達前市議員何塞·路易斯·佩尼亞斯（José Luis Peñas）等人的檢舉。同年，舉報人安娜·加里多·拉莫斯（Ana Garrido Ramos）提供了更多馬德里地區涉嫌貪腐的線索，西班牙警方遂展開深入調查。案件於2009年初進入公眾視野，但大部分被告直至2016年10月才正式受審。最初的調查由反貪檢察院檢察官安東尼奧·薩利納斯（Antonio Salinas）主導，之後轉由國家法庭法官巴爾塔薩·加爾松審理。指控內容涵蓋賄賂、洗錢及逃稅，涉案對象包括由科雷亞領導的多名商界人士及人民黨政客。部分證據中為掩飾身份，僅以縮寫或綽號標註涉案人。由於非法活動主要與政黨資金運作及瓦倫西亞、馬德里自治區和其他地方政府授標合約有關，公共財政損失初估至少達1.2億歐元。2018年5月24日，西班牙最高刑事法院國家法庭裁定，執政黨人民黨及數十名被告犯下詐欺、洗錢及非法回扣罪。

## 开端
何塞·卡马拉萨·阿尔贝托斯（José Camarasa Albertos），1999年6月28日至2009年12月28日期间代表瓦伦西亚社会党（Partido Socialista del País Valenciano-PSOE ）担任瓦伦西亚议会议员，于2005年率先揭露了后来所谓的“古尔特阴谋”：他发现瓦伦西亚自治区人民党地区委员会的供应商Orange Market公司存在异常合同。
何塞·路易斯·佩尼亚斯（José Luis Peñas），马哈达翁达市议会人民党的前任议员，弗朗西斯科·科雷亚（Francisco Correa）于2001年至2008年期间的朋友，于2007年11月6日向西班牙总检察院提交了诉讼——根据警方最新报告，他之前从政治腐败网络中获得了超过26万欧元。他提交的证据包括与伊莎贝尔·霍尔丹（Isabel Jordán）等人在会议中进行的秘密录音，伊莎贝尔·霍尔丹是Easy Concept公司的经理，该公司与Special Events公司和Orange Market公司同属于弗朗西斯科·科雷亚所有。总检察院将该投诉转交西班牙反腐检察院，后者随即展开调查。

## 另見
- 2018年對馬里亞諾·拉霍伊政府的不信任投票

### 來源
- Tremlett, Giles. . The Guardian (6 March 2009).
- Edwards, Sam. . The Guardian (1 March 2019).
- . 20 minutos （西班牙语）.